# Beogradski ragbi klub Crvena zvezda
La Beogradski ragbi klub Crvena Zvezda, noto come Stella Rossa Belgrado, è la sezione di rugby a 15 della polisportiva serba Sportsko Društvo Crvena zvezda.
Fu istituita nel 1982 e disputò il campionato jugoslavo fino al 1991; è due volte campione di Serbia.

## Storia
Il club fu fondato il 20 dicembre 1982 da appassionati. 
Il nome originale Beogradski ragbi klub (BRK) fu ribattezzato nel 1993 in Kraljevski beogradski ragbi klub (KBRK) e il simbolo divenne la corona reale di Karadjordjevic sull'ovale. 
All'assemblea del club, tenutasi il 24 dicembre 2012, il club riprese il nome del originario e il vecchio stemma fu rinnovato.

## Palmarès
- Campionati serbi: 2
2014-15, 2015-16
- Coppe di Serbia: 3
2010, 2014, 2016
- Campionati serbo-montenegrini: 1
2005
- Coppe di Serbia e Montenegro: 1
2004